# شركة المترو الخفيف بتونس
شركة المترو الخفيف بتونس (التابعة لشركة نقل تونس) هي شركة نقل مترو تونسية تقع في تونس العاصمة
و أسست الشركة في عام 1981 ، وتعرف الشركة أنها من أبرز الشركات التي تساهم في حركة النقل في تونس و كما يعرف خط المترو بتونس بأتجهاته العديدة، كما وإن لون المترو في تونس هو أخضر